# スワロウテイル
『スワロウテイル』は、1996年9月14日に公開された岩井俊二監督の日本映画。
主演は三上博史、CHARA、伊藤歩。架空の歴史をたどった日本にある街を舞台に移民達を描いた作品で、登場人物達が日本語、英語、中国語（そして、それらを混ぜた言語）を話す無国籍風な世界観となっている。また、種田陽平による美術もその世界観に視覚的な説得力を与えており、実際のロケ地も海外・日本などめまぐるしく変わったと言われている。作中で小学生が偽札を行使するシーンが問題となり、映倫のR指定となった。映画と前後して、岩井俊二による同名の小説が発表されたほか、作中のバンドYEN TOWN BAND名義のサウンドトラック『MONTAGE』が発売された。
種田は押井守との対話で架空の東京をつくる際、参考になった映画は唯一『パトレイバー』だったと明かしている。

## あらすじ
「円」が世界で一番強かった時代。一攫千金を求めて日本にやってきた外国人達は、街を「円都（イェン・タウン）」と呼び、日本人達は住み着いた違法労働者達を「円盗（イェン・タウン）」と呼んで卑しんだ。
円都の娼婦を母に持つ少女は、唯一の肉親である母を亡くす。彼女は行き場がなくし、母の同僚の娼婦達にたらい回しにされる中、娼婦グリコの元に引き取られる。胸に蝶のタトゥーを彫り美しい歌を歌うグリコは、それまで名前がなかった彼女に「アゲハ」の名前を与える。グリコもまた、「円」を夢見て上海から日本にやってきた円盗だった。
アゲハはグリコの紹介でランが営む何でも屋「あおぞら」で働きはじめる。ある雨の夜、アゲハはグリコの客の須藤に強姦されそうになるが、アーロウが須藤を窓の外に投げ飛ばす。須藤はコンクリートミキサー車にひかれて死亡。グリコたちは須藤の遺体を山に埋めるが、須藤の体内からカセットテープが出てくる。テープには「マイウェイ」が録音されていたが、ランの調べで1万円札の磁気データが保存されていることが判明。グリコたちは千円札に磁気データをプリントし、両替機にかけて大金を手にする。
フェイホン、グリコ、アゲハはイェンタウンを出てダウンタウンでライブハウス「YEN TOWN CLUB」を開業。フェイホンはグリコのバックバンドを募集し、グリコをステージで歌わせる。ライブハウスは繁盛し、グリコはレコード会社にスカウトされる。グリコは日本人として「YEN TOWN BAND」でデビューし、たちまちスターとなるが、フェイホンは不法滞在で収監されてしまう。アゲハは弁当を作ってフェイホンの元に通い、グリコの活躍を語る。ライブハウスは人手に渡る。
須藤の事件を目撃していたレイコが雑誌記者の鈴木野に密告する。須藤を探す上海流氓がグリコを狙う。アゲハはホァンたちが入手したドラッグを注射して意識を失い、偶然上海流氓のボスのリョウ・リャンキに助けられ、阿片街の病院で命拾いする。リャンキは日本で生き別れた妹のグリコのことを語る。後日、アゲハはこの病院でアゲハ蝶のタトゥーを入れる。
グリコと鈴木野は「あおぞら」に逃げ込むが上海流氓に囲まれる。ランの策略で追っ手は壊滅。アゲハはライブハウスを取り戻すため再び偽札を作るが、物件を買い戻すことはできなかった。フェイホンは偽札使用の現行犯で逮捕され激しい尋問の翌日、拘置所で死亡する。
アゲハはフェイホンの遺体を引き取る。ランはグリコやアゲハの立ち会う中、フェイホンを火葬する。アゲハは偽札で交換した札束を火の中に投げ入れる。
リャンキは車の中からアゲハを見つけ声をかける。アゲハは「マイウェイ」のカセットテープを渡してその場を去る。

## キャスト・登場人物

### 円盗（イェンタウン）
グリコ - CHARA
上海出身の円盗で、娼婦をしている。本名は「小蝶」。小説版ではフィリピン出身。元々は三人兄弟の末っ子だったが、兄の一人が交通事故で命を落とし、もう一人の兄とも生き別れになってしまう。人を魅了する歌を歌い、テープ騒動の後は「YEN TOWN CLUB」で歌ったことから「YEN TOWN BAND」のボーカルという形で歌手の道を目指す。
アゲハ - 伊藤歩
娼婦の母親を持っていた円盗二世。母親がドラッグの密売に手を出したために円盗の上海流氓に殺害され、その後大人達をたらいまわしにされた挙句グリコ達の元で働くことになる。グリコとフェイホンが離れていく中、偽札を使って幸せを取り戻そうとする。
ヒオ・フェイホン（火飞鴻） - 三上博史
上海系の円盗で、グリコの恋人。頭髪は緑色。テープ事件の後は「YEN TOWN CLUB」の実質上オーナーとなる。グリコに歌手になることを直接望んだ人物。グリコが「YEN TOWN BAND」のボーカルとして成功する中、自分自身は星野の策略で警察に逮捕され、徐々に転落していくことになる。小説版でのグリコの兄である「フニクラ」とキャラが統一されている。
リョウ・リャンキ（劉梁魁） - 江口洋介
グリコの生き別れの兄であり、若いながら円盗の上海系流氓を率いる円都の顔役的存在。偽造の名手であり、葛飾組の須藤に奪われた一万円札の磁気データ入りの「マイ・ウェイ」のテープを探している。敵には容赦が無いが、"イェンタウン・ホワイト"というドラッグを打って意識不明になったアゲハを介抱するなど、気のいい一面もある。
ラン（狼朗） - 渡部篤郎
なんでも屋「あおぞら」の店主。国籍不明だが小説版では「リン」という名称で韓国人という事になっている。「あおぞら」に二人の子供と一緒に暮らしている。クールな性格で、テープ騒動で他の円盗が浮かれている時も自分の生活を崩そうとしなかった。正体はとある諜報組織に所属する殺し屋であり、超一流のスナイパーである。普段は無愛想だが、自分のコネや技術などを仲間のために使うこともある。
小説版では彼が岩井の別作品である『FRIED DRAGON FISH』に登場する少年の殺し屋・ナツロウと同一人物であることが示されており、彼のボスであるトビヤマも、名前だけ小説中に登場する。
アーロウ - シーク・マハメッド・ベイ
元ボクサーの円盗。須藤を殴り倒し、テープ事件の原因となった人物。テープ事件の後は帰国する。
ニハット - アブラハム・レビン
肉体労働者風の円盗。テープ事件の後は帰国する。
レイコ - 大塚寧々
グリコと同じ娼婦。エキセントリックな振る舞いが目立つ。鈴木野と上海系流氓にグリコの情報を売り渡す。
ホァン - 小橋賢児
円盗二世の不良少年グループのリーダー。アゲハにケンカを売るがあっけなく返り討ちされ、彼女を「ボス」として慕う。
円都中の二世不良少年グループとの人脈を持っており、アゲハの計画に協力する。
ツェン - 顧暁東
グリコ達に建物を提供した不動産屋。半ば流氓のようなことにも首を突っ込んでいる。
マオフウ（猫浮） - アンディ・ホイ
上海系流氓。「冷血鬼」「冷面殺手」と言われる殺し屋。
ワン・シャンシェン - 翁華栄
上海系流氓。おかっぱ頭の男。
チュンオン - 楊鍵宇
上海系流氓。軍服姿の男。
ユリコ - 藤井かほり
アゲハの母。

### YEN TOWN BAND関係者
星野 - 洞口依子
「YEN TOWN BAND」になったグリコのマネージャー。フェイホンとグリコを引き離そうとする。
デイヴ - ケント・フリック
「YEN TOWN BAND」のメンバーを調達した日本生まれ日本育ちの西洋人。自説を展開するが、理解されない。
本田 - 田口トモロヲ
音楽会社「マッシュレコード」のスカウトマン。「YEN TOWN CLUB」に出入りし、「YEN TOWN BAND」にデビューすることを持ちかける。
楠木 - 鈴木慶一
音楽会社「マッシュレコード」の重役。グリコに日本人としてデビューすることを薦める。
YEN TOWN BANDメンバー
- ギター(ブライアン・バートンルイス)
- サックス(カーク・D・ハバード)
- ピアノ(カレブ・ジェイムズ)
- ベース(アリ・モリズミ・MTV)
- ドラム(C. J.)
- ギター(ダニエル・グルーンバウム)

「YEN TOWN BAND」のメンバー。全員日本語が堪能。

### その他
須藤寛治 - 塩見三省
葛飾組のヤクザ。上海流氓から「マイ・ウェイ」のテープを奪った人物。アゲハに乱暴しようとしてアーロウに窓から突き落とされ、交通事故死する。
葛飾組組長 - 渡辺哲
葛飾組の組長。リャンキの「マイ・ウェイ」テープの略奪を指示した人物。
シェンメイ(春梅) - 山口智子
ランと同じ諜報組織に所属する殺し屋。ランの相棒的存在のスナイパー。小説版では彼女の代わりに「ノスリ」という男の殺し屋が登場する。
ロリータ店長 - 酒井敏也
アゲハがグリコに連れていかれた少女売春クラブのオーナー。かつて小学校の教師をやっていた。気が変わったグリコにアゲハを取り返されてしまう。
浅川 - 武発史郎
「YEN TOWN CLUB」名義貸しのオーナー。ツェンに借金返済のために命を売った。
ロック・ドク - ミッキー・カーチス
最底辺の円盗が住む「阿片街」で病院を営む医者。刺青師でもあり、グリコの刺青を彫った。
鈴木野清子 - 桃井かおり
雑誌記者。須藤寛治失踪事件を調べている。
ローリー寺西
YEN TOWN BANDのオーディションに来た金髪のギタリスト。
インタビュアー - クリス・ペプラー
YEN TOWN BANDのグリコにインタビューする。
光石研
フェイホンとランに車をパンクさせられ「あおぞら」にやってきた男性。
監査官 - 山崎一
フェイホンを取り調べた監査官。

## 小説
岩井俊二による小説版。角川書店より1996年7月5日に刊行された。文庫版は角川文庫（角川書店）より1999年3月25日に刊行された。
本編撮影前に岩井俊二本人が『FRIED DRAGON FISH』の続編として執筆し、プロデューサーに手渡された原案的小説。テープの中身が代議士の不正の証拠であったり（テープを追うのも流氓ではなく代議士が雇った殺し屋である）、グリコの兄が流氓のボス「リャンキ」ではなく円盗の一人「フニクラ」であるなど、映画とは異なる点が多い。また、「デルタワークス」など『FRIED DRAGON FISH』との世界観の繋がりを見せる描写がある。
こうした映画との差異は、原案を書き終えた後に映画の企画が一時中断され、その間に岩井が本作の内容の一部を『PiCNiC』『ラヴレター』『ACRI』などの作品に流用してしまったため、映画の内容を原案から変更することを余儀なくされたためである。
- 岩井俊二『スワロウテイル』角川書店、1996年7月5日、ISBN 4-04-872979-9
- 岩井俊二『スワロウテイル』角川書店〈角川文庫〉、1999年3月25日、ISBN 4-04-344102-9

## 音楽
劇中歌を収録したCDシングル、アルバムがオリコンチャートで週間1位を獲得するなど、音楽面でも評価を残した。なおYEN TOWN BANDのアルバムとして実際に発売された『MONTAGE』は、物語の登場人物名義で発売された日本のアルバムとしては史上初となるオリコンチャート週間1位を獲得している。
- Swallowtail Butterfly 〜あいのうた〜
- YES 〜free flower〜
- My way

## 受賞
- 第11回高崎映画祭
  - 最優秀監督賞
  - 最優秀主演女優賞（CHARA）
  - 最優秀新人女優賞（伊藤歩）
- 第20回日本アカデミー賞[6]
  - 優秀作品賞
  - 優秀主演女優賞（CHARA）
  - 優秀照明賞（中村裕樹）
  - 話題賞（スワロウテイル）[7]